# Марджери (река)
Марджери (англ. Margaree River) — река на острове Кейп-Бретон в провинции Новая Шотландия (Канада).

## География
Система Марджери — озеро Эйнсли является крупнейшей речной системой на острове Кейп-Бретон и одной из крупнейших в Новой Шотландии, её общая протяжённость составляет 120 км, а площадь бассейна равна 1165 км². Норт-Ист-Марджери, которая известна своим быстрым течением и чистой холодной водой, берёт начало на скалистом плато Кейп-Бретонского нагорья, течёт в общем направлении на юго-запад. Саут-Уэст-Марджери берёт начало в озере Эйнсли, крупнейшем пресноводном озере Новой Шотландии, и спокойно несёт свои воды на северо-восток. В Марджери-Форкс оба рукава реки сливаются и река течёт на север к Марджери-Харбор, где впадает в залив Святого Лаврентия. Длина собственно реки Марджери составляет 15 км.

## Название
Микмаки называли реку Weekuch. Раннее французское название Марджери-Харбор — Гавр-де-Мадре или Магре, на картах XVIII века река называлась Сент-Маргерит.

## Природа
В течение столетий река была одной из главных лососевых рек Канады, её главное богатство — атлантический лосось, который нерестится в верховьях рукава Норт-Ист-Марджери. В водах реки также нерестится сероспинка и американская палия. Для восстановления популяции лосося лов его в реке существенно ограничен.
Более пятидесяти лысых орлов гнездится возле озера Эйнсли в летний период, в то время как скопы и утки гнездятся в водно-болотных угодьях озера Лох-Бан. Скалистые полёвки и бурозубки редкого местного вида (Sorex gaspensis) зарываются в каменистые осыпи крутых склонов долины Норт-Ист-Марджери, которая также является местом обитания лесных куниц, рысей и лосей.
По площади лесов в своей долине река Марджери занимает первое место среди рек Новой Шотландии. Хвойные леса, в которых в основном представлена ель и пихта, растут на склонах. Довольно часто встречаются и участки смешанных и лиственных лесов, в том числе и остатки старых кленово-вязовых лесов, редких в других частях провинции.
В 1998 году река включена в Список охраняемых рек Канады.
В честь реки Марджери во время Второй мировой войны назван канадский эсминец HMCS Margaree.